# L'Arrivée de la diligence à Quimper-Corentin sous le Directoire
L’Arrivée de la Diligence à Quimper-Corentin sous le Directoire est une peinture à l'huile sur toile réalisée en 1873 par Jules Achille Noël. Elle figure l’arrivée d’une calèche dans une rue très active du centre de Quimper, à la fin du XVIIIe siècle.

## Description
Cette toile de Jules Noël se caractérise par une abondance d’éléments qui restituent au spectateur le foisonnement d’une rue animée. L’ensemble forme une scène de genre pleine de vie.
Le traitement de la lumière, allié au positionnement des différents personnages, attirent l’attention de l’observateur sur la scène principale du tableau. Une calèche chargée de bagages vient de s’arrêter dans la rue d’une ville animée, et se déleste de ses passagers. Le véhicule évoque un type particulier de carrosse : la diligence. Elle est communément utilisée pour le transport des personnes et des objets. La calèche est arrêtée en face d’une maison de plusieurs étages, caractérisée par une architecture typique des maisons à pans de bois. Un panneau figurant un lion se balance sur une tige de fer fixée sur le bâtiment. Juste au-dessus de l’enseigne, deux personnages sont accoudés à la balustrade de la maison. Ce détail de l’architecture rappelle l’agencement classique d’un relais de diligence. Ils disposaient ordinairement d’une balustrade donnant sur cour ou à l’extérieur, qui desservait les chambres des clients de l’auberge.
Les voyageurs fraîchement arrivés sont habillés à la mode de la fin du XVIIIe siècle. Les femmes sont vêtues de robes à la française dont la brillance et la couleur des tissus évoquent des matériaux nobles. Les robes des dames contrastent d’ailleurs avec l’habillement plus modeste des passants. Les hommes portent la culotte, le gilet, l’habit, et des chaussures à boucles. La distribution de la lumière sur ces personnages peut être relevée. Face aux personnes plus aisées éclairées par le soleil, les gens d’auberge, mendiants et badauds qui entourent la voiture sont cachés par l’ombre. La composition de la toile attire le regard sur le couple au centre du tableau. Un homme enlace une femme, qu’il embrasse tendrement sur la joue. La présence d’autres jeunes gens, et de plusieurs enfants autour d’eux, laisse penser qu’il s’agit d’une même famille, ou d’un groupe de connaissances. Les postures variées des personnages rendent compte de l’effervescence de la rue, capturée par la touche du peintre. Parmi les retrouvailles et les embrassades, les derniers arrivants descendent du carrosse, les valets déchargent les bagages, les chiens tournent et aboient, et le spectateur distingue au loin la foule grouillante de la ville.
Une annotation de l'artiste, en bas à droite de la toile, peut être relevée : « Arrivée de la Diligence à Quimper Corentin sous le Directoire ».

## Histoire

### Contexte de réalisation

#### Un peintre apprécié du public
Ne suscitant ni scandale, ni enthousiasme, l’œuvre de Jules Noël plaît à son public. Jusqu’en 1879, deux ou trois de ses toiles sont exposées chaque année au Salon de peinture et de sculpture de Paris. L’Arrivée de la Diligence à Quimper-Corentin sous le Directoire est exposée au Salon de 1873. La toile connaît alors un grand succès.
Denise Delouche, dans un article consacré à l’analyse du travail de Jules Noël, rapporte les propos d’un critique de l’époque, qui relève les clés de son succès. Son œuvre n’est pas innovante, curieuse ou originale. Elle correspond simplement aux goûts des contemporains. Ils se plaisent à voir traités des sujets prêts à devenir de parfaits tableaux décoratifs. L’Arrivée de la Diligence correspond tout à fait à ces attentes, et prend le contrepied du climat artistique français des années 1870. En effet, Adolphe Thiers, alors Chef de l’État et du gouvernement au début de la Troisième République, exige une grande sévérité du jury de l’Académie. Les années 1872 et 1873 sont synonymes de l’exclusion de nombreux participants. Certains décident de s’organiser en comité afin de créer une « Exposition artistique des œuvres refusées à l’exposition officielle de 1873 ». La Société anonyme coopérative des artistes peintres est fondée le 27 décembre de la même année. Cette société est à l’origine du mouvement impressionniste, qui revendique l’exposition libre des œuvres d’art affiliées au courant. Le travail de Jules Noël se tient éloigné du bouillonnement de ces nouvelles communautés d’artistes, qui souhaitent rompre avec la tradition de l’Académie.

#### L'Arrivée de la Diligence: la toile à10 000francs
Même si Jules Noël n’obtient aucune récompense officielle au Salon, le commerce de son art ne s’en fait pas ressentir. Il vend beaucoup et cher. La renommée familiale de l’artiste rapporte que les clients attendaient à la porte de son atelier que leurs tableaux soient terminés, avant de les emporter. Que cette anecdote relève de la fable ou d’un véritable phénomène, elle souligne l’existence d’une clientèle attentive.
Or, les amateurs de Jules Noël sont parfois prêts à débourser des fortunes pour son travail. Le prix de vente de L’Arrivée de la Diligence est en ce sens tout à fait révélateur. Donato Donatis, ami et amateur du peintre, acquiert la toile pour la somme de 10 000 francs, un montant important pour l’époque. Président de La Prévoyance, le tableau orne pendant longtemps la salle du conseil d’administration de la société à Paris. L’engagement de tels moyens est habituellement réservé aux grandes acquisitions de l’État. Au-delà de ce cas particulier, il faut relever que les œuvres de Noël se vendaient en moyenne entre 100 et 500 francs, selon le catalogue annoté de la vente faite à l’Hôtel Drouot le 20 mars 1880, après la mort de l’artiste. À la même période, nombre d’impressionnistes n’obtiennent même pas le prix moyen des toiles de Noël pour leur propre travail.

### Acquisition par le Musée des Beaux-Arts de Quimper
Grand voyageur, Jules Noël est également un grand explorateur de la Bretagne. En plus de la thématique orientale, nourrie par ses voyages au Moyen-Orient, l’artiste exploite l’exotisme breton, tout aussi en vogue. Le monde de l’art parisien est alors imprégné des récits de voyages et des recueils de costumes, qui mettent à la mode les sujets bretons. Jules Noël devient un grand producteur de paysages et de vues urbaines, tels que Marché à Hennebont (1870), Morlaix, escalier de l’église Saint-Melaine (1870), ou L’Arrivée de la Diligence (1873). Par un jeu d’acquisitions, l’entreprise et le tableau acheté par Monsieur Donatis sont entrés en possession du groupe AXA. Au début des années 2000, la société est disposée à vendre l’œuvre, alors en excellent état et munie de son encadrement d’origine.
L’acquisition de cette toile de Noël par le Musée des Beaux-Arts de Quimper prend alors tout son sens. Classée dans les peintures d’inspiration bretonne, l’Arrivée de la Diligence témoigne d’une fidélité d’un artiste parisien convoité aux sujets pittoresques bretons, caractérisés par une vision animée de la vie citadine. Le traitement de la ville de Quimper dans plusieurs travaux de l’artiste marque un intérêt supplémentaire pour le musée. L'œuvre est achetée auprès de la société AXA en 2005.

## Analyse

### Zoom sur une composition détaillée: entre réalisme et fantaisie
L’Arrivée de la Diligence à Quimper-Corentin sous le Directoire de Jules Noël souligne l’habitude du peintre de mêler des éléments du réel et des détails fantaisistes, qu’il multiplie à l’excès.
La toile met en avant de grandes qualités de dessinateur, qui témoignent d’un sens de l’observation aiguisé. La précision du style laisse entendre qu’une priorité est accordée par l’artiste à la description des personnages, des activités, du lieu et des bâtiments. Surnommé par les critiques de l’époque « l’œuvre aux mille détails », le tableau prend un caractère presque documentaire. Les chevaux qui tiraient la diligence semblent s’ébrouer dans l’ambiance animée de la rue. Une chaise à porteurs surgit sur la droite, pendant que les premiers paquets sont déchargés et posés à même le sol, en bas à gauche de la toile. La simultanéité de ce véhicule en mouvement avec la calèche arrêtée anime cette scène de vie, pleine de mouvements divers, de gestes et de déplacements. Même les plus petits éléments participent à la dynamique spécifique de l'oeuvre, à l'image du petit chien au poil frisé, en dessous de la balustrade de la maison. Visiblement très curieux, il s’appuie contre le valet chargé des chevaux de l’attelage. Le réalisme de la toile est renforcé par le grand format choisi pour l’œuvre.
Cependant, une analyse plus poussée met en lumière un certain nombre de détails fantaisistes, ce qui contraste avec le souci de véracité souligné précédemment. Jules Noël a, par exemple, pris soin de préciser la période et le lieu de la scène. En effet, l’annotation de l’artiste « Arrivée de la Diligence à Quimper Corentin sous le Directoire » ancre la toile dans un cadre spatio-temporel défini. La rue représentée n’est plus une rue parmi tant d’autres, mais une rue de la ville bretonne de Quimper, dans le Finistère. La mention du toponyme Corentin laisse supposer que la rue représentée est proche de l’actuelle place Saint-Corentin. La mention du Directoire situe l’œuvre dans une période bien précise. En effet, le Directoire est un régime politique français mis en place durant la Première République, entre 1795 et 1799. Cette temporalité choisie par Jules Noël explique l’habillement des personnages et l’aspect général de la rue.
Pourtant, certaines analyses voient dans cette scène de genre une évocation de l’arrivée du peintre et de sa famille à Quimper en 1814. Alors établie à Nancy, la famille vient célébrer le mariage de la fille aînée, sœur du peintre. Le couple du centre de la toile correspondrait aux jeunes fiancés. Selon cette interprétation, le petit Jules, âgé de trois ans et demi, serait également représenté. Ce qui apparaissait alors comme réaliste devient fantaisiste. La famille de Jules Noël, vêtue à la mode du XVIIIe siècle, évolue dans un Quimper redessiné. En effet, la toile, peinte soixante-dix ans après la fin du Directoire, prend également quelques libertés sur la topographie de Quimper. Si la façade du relais du Lion d’Or semble conforme, tout le reste est inventé par l’artiste. La cathédrale, qui devrait s’élever sur la droite, a complètement été gommée, et le peintre a modifié l’espace de la place Saint-Corentin.

### Jules Noël et le romantisme «troubadour»
Jules Noël est traditionnellement rattaché au mouvement romantique en raison de son goût pour les mises en scène spectaculaires et les effets d’éclairage contrastés, le tout au service d’une narration visuelle efficace. Son goût pour le pleinairisme lui permet de transcrire ses sensations dans son art, captées lors de séances de croquis ou d’aquarelles en extérieur.
Dans l'Arrivée de la Diligence, la composition est dissymétrique et la touche du peintre est tourmentée et hachée. Ces choix de représentation provoquent un effet de désordre et d’accumulation qui inscrit le style de l’œuvre dans le mouvement romantique. Par la thématique choisie, il explore et exploite le courant du romantisme « troubadour », un genre de la peinture historique né au XVIIIe siècle. Le style « troubadour » exalte le passé à l’image de l’ancien temps idéalisé dépeint par Jules Noël. Alors que le monde de l’art est bouleversé par l’émergence de l’impressionnisme, un tel choix de l’artiste montre son attachement aux sujets pittoresques, à la mode dans les années 1840. L’Arrivée de la Diligence constitue un exemple de production qui ne rentre pas dans les schémas connus de la peinture des années 1870. Elle témoigne de l’évolution lente du goût au XIXe siècle, loin de se résumer à une succession de mouvements d’avant-garde. Le prix de vente impressionnant de la toile, fruit de son succès, illustre parfaitement cela. Par le prisme de cette œuvre de Jules Noël, il est alors plus aisé de comprendre la violence du refus du public devant les nouveautés brutales que proposent des artistes contemporains, tels que Courbet ou Manet.

## Expositions
- Du 28 juin 2017 au 31 décembre 2017 : « Bienvenue en Bretagne, l’âge d’or de la peinture touristique en Bretagne », Musée Départemental Breton, Quimper.

- Du 06 novembre 2015 au 02 mai 2016 : « Journal des collections, retour sur une décennie d’acquisitions et de restaurations au musée », Quimper, Musée des Beaux-Arts.

- Du 22 octobre 2005 au 23 janvier 2006 : « Jules Noël », Dieppe, Château-musée.

- Du 14 juillet 2005 au 09 octobre 2005 : « Jules Noël », Quimper, Musée des Beaux-Arts.

- 1873 : Salon de peinture et de sculpture, Paris[5].

#### Ouvrages généraux
- RACINET Albert et réédition sous la direction de TETART-VITTU Françoise, Le Costume Historique, Cologne, Taschen, 2015
- STEPHAN Rénal, Reflets de tableaux connus, Brest, Lefournier libraires éditeurs, 1874, p. 188-191

#### Ouvrages et articles spécialisés
- DELOUCHE Denise, « Jules Noël, un petit maître du XIXe siècle (1810 – 1881) », Les Cahiers de l’Iroise, Société d’étude de Brest et du Léon, no 103,‎ juillet-septembre 1979, p. 121-135
- HARAMBOURG Lydia, « Jules Noël redécouverte », Gazette de l’Hôtel Drouot, no 29,‎ juillet/août 2005
- LOBSTEIN Dominique, « Les arts à Paris en 1873 – Avant la tempête », dans Catherine Kessedjian, Olivier Descamps et Teodolinda Fabrizi, Au service du droit international : les 150 ans de l’Association de droit international, Paris, Panthéon-Assas, 2023, p. 199-213

#### Catalogues d'exposition
- AMBROISE Guillaume et KERVRAN Sophie, Journal des collections, dix ans d’acquisitions et de restaurations au musée des beaux-arts de Quimper, Quimper, Locus Solus, 2015

- Michel Rodrigue et André Cariou, Jules Noël, Paris, Palantines, 2005

#### Ressources institutionnelles
- Musée des Beaux-Arts de Quimper, Dossier d'oeuvre, Quimper, (consulté au centre de documentation du musée)
- Musée des Beaux-Arts de Quimper, « Notice d'oeuvre »